# Райхман против Латвии
Райхман против Латвии (сообщение № 1621/2007) — дело, рассмотренное Комитетом ООН по правам человека в 2010 году (документ CCPR/C/100/D/1621/2007).

## Обстоятельства дела, ход процесса
Имя и фамилия заявителя при его рождении в 1959 году были зарегистрированы властями СССР как «Леонид Райхман». В 1998 году заявителю властями Латвийской Республики был выдан паспорт негражданина Латвии, в котором его имя и фамилия были записаны как «Leonīds Raihmans», с типичным для мужских латышских имён окончанием «-s».
В 2004 году Л. И. Райхман обратился в Центр государственного языка с ходатайством о том, чтобы его имя и фамилия писались как «Leonid Raihman». Ходатайство было отклонено, как и обращения Райхмана в суд.
В 2007 году Райхман подал заявление в Комитет ООН по правам человека. Его представлял сопредседатель ЛКПЧ A. С. Димитров.

## Соображения Комитета
Комитет в своих соображениях от 28 октября 2010 года счёл, что 

 вмешательство, которому подвергся в результате этого автор, создает серьезные неудобства, которые не являются разумными, учитывая тот факт, что они несоразмерны преследуемой цели. Хотя вопрос о законодательной политике и способах защиты и поощрения государственных языков лучше всего оставлять на усмотрение государств-участников (..) принудительное добавление изменяемого окончания к фамилии, которая использовалась в её оригинальной форме на протяжении десятилетий, в результате чего меняется её звучание, представляет собой вмешательство, которое несоразмерно цели обеспечения защиты государственного языка. Опираясь на предшествующие решения, в которых он отмечал, что защита, обеспечиваемая статьей 17, охватывает право выбирать и менять своё имя, Комитет считает, что эта защита тем более обеспечивает защиту лиц от пассивного принуждения к изменению имени со стороны государства-участника. В связи с этим Комитет считает, что одностороннее изменение государством-участником имени и фамилии автора в официальных документах не является разумным и соответственно составляет произвольное вмешательство в его частную жизнь в нарушение статьи 17 Пакта Оригинальный текст (англ.)the interference entailed for the author presents major inconveniences, which are not reasonable, given the fact that they are not proportionate to the objective sought. While the question of legislative policy, and the modalities to protect and promote official languages is best left to the appreciation of the State parties [..] the forceful addition of a declinable ending to a surname, which has been used in tis original form for decades, and which modifies its phonic pronuncation, is an intrusive measure, which is not proportionate to the aim of protecting the official State language. Relying on the previous jurisprudence, where it held that the protection offered by article 17 encompassed the right to choose and change one's own name, the Committee considers that this protection a fortiori protects persons from being passively imposed a change of name by the State party. The Committee therefore considers  that the State party's unilateral modification of the author's name on official documents is not reasonable, and thus amounted to arbitrary interference with his privacy, in violation of article 17 of the Covenant— Doc. CCPR/C/100/D/1621/2007 (para. 8.3.)
Комитет не счёл нужным дополнительно рассматривать обращение Райхмана по другим статьям МПГПП, на которые тот ссылался: 26 (недискриминация), 27 (права меньшинств) и 2 в сочетании с 17 (пкт. 8.4.).
Двое членов комитета, Кристер Телин и Рафаэль Ривас Посада, высказали расходящееся мнение, не усмотрев в деле нарушения МПГПП.

## Последующие события
Л. Райхман запросил суд пересмотреть его дело в связи с решением КПЧ ООН как вновь открывшимся обстоятельством, но в июне 2011 года Верховный суд Латвии счёл, что Райхману следует заново начать административный процесс в учреждении исполнительной власти — Центре государственного языка. Л. Райхман вновь прошёл латвийские суды. Изначально суд вынес постановление в пользу Райхмана, и делегация Латвии сообщила об этом решении при рассмотрении очередного доклада Латвии в Комитете ООН по правам человека, но постановление было обжаловано, и в 2017 году Верховный суд отказал ему в записи имени и фамилии без латышских окончаний.
В 2012 г. представитель правительства Латвии сообщила, что «правительство не видит нужды в неотложных действиях по изменению существующего в стране регулирования отображения личных имён в официальных документах. В то же время Правительство учтёт мнение Комитета в дальнейших дискуссиях по этому вопросу, которые могут возникнуть на национальном уровне».